# Celestial (album RBD)
Celestial è il terzo album in studio del gruppo musicale pop messicano RBD, pubblicato nel 2006.
Il disco ha venduto nove milioni di copie nel mondo.

## Tracce
- Basic

1. Tal Vez Después (Rick Nowels, Kara DioGuardi, Michkin Boyzo) — 3:06
2. Ser o Parecer (Armando Ávila) — 3:31
3. Dame (Carlos Lara) — 4:04
4. Celestial (Carlos Lara, Pedro Damián) — 3:29
5. Quizá (Ángel Reyero, Armando Ávila, Michkin Boyzo) — 3:34
6. Bésame Sin Miedo (Chico Bennett, John Ingoldsby) — 3:32
7. Tu Dulce Voz (Patrick Berger, Kara DioGuardi, Michkin Boyzo) — 3:21
8. Algún Día (Carlos Lara) — 4:09
9. Me Cansé (Gabriel Esle, Carolina Rosas) — 2:43
10. Aburrida y Sola (Carlos Lara) — 3:55
11. Es Por Amor (Sandra Baylac, Cachorro López, Sebastián Schon) — 3:19
12. Rebels album sampler (Tu Amor/Wanna Play/Cariño Mio/I Wanna Be The Rain) — 2:00

Solo su iTunes
1. Ser O Parecer (Remix) — 6:33

Versione internazionale (tracce bonus)
1. Quisiera Ser — 4:09
2. Rebels album sampler (Tu Amor/Wanna Play/Cariño Mio/I Wanna Be The Rain) — 2:00

## Formazione
- Anahí
- Dulce María
- Alfonso Herrera
- Maite Perroni
- Christian Chávez
- Christopher Uckermann